# Romney (Wirginia Zachodnia)
Romney – miasto w Stanach Zjednoczonych, w stanie Wirginia Zachodnia, siedziba administracyjna hrabstwa Hampshire.